# Nabel Al-Hlawani
Nabel Al-Hlawani es un deportista jordano que compitió en taekwondo. Ganó una medalla de bronce en el Campeonato Asiático de Taekwondo de 1990, en la categoría de –50 kg.

## Palmarés internacional
| Campeonato Asiático | Campeonato Asiático | Campeonato Asiático | Campeonato Asiático |
| Año                 | Lugar               | Medalla             | Categoría           |
| ------------------- | ------------------- | ------------------- | ------------------- |
| 1990                | Taipéi (Taiwán)     | Medalla de bronce   | –50 kg              |